# Wachiwka
Wachiwka (ukr. Вахівка) – wieś na Ukrainie, w obwodzie kijowskim, w rejonie wyszogrodzkim. W 2001 liczyła 326 mieszkańców, spośród których 321 wskazało jako ojczysty język ukraiński, a 5 rosyjski.